# Акатьево (усадьба)
Акатьево — усадьба, расположенная в селе Акатьево Коломенского городского округа Московской области. Представляет собой остатки двух имений, которые названы по фамилиям их последних владельцев — С. А. Кусевицкого и Лидии Манухиной (известны как «Усадьба Кусевицкого» и «Усадьба Манухиной» соответственно).

## История
Усадьба Кусевицкого была основана в первой половине XIX века, усадьба Манухиной — в первой четверти XIX века. Обе усадьбы были выстроены на высоком берегу Оки. Основателем усадьбы Кусевицкого был майор Николай Осипович Эберн.
Имением какое-то неопределённое время владел помещик А. Ф. Санти. До конца XIX века усадьба принадлежала вдове подполковника Софье Александровне Эберн.
Акатьево, как и селения Васильевское (ныне сёлаВасильево, Васино, Жиливо) принадлежало семье графов Санти, а именно
- Александру Францевичу и его сыну графу Василию Александровичу Санти;
- графу Алексею Львовичу Санти — племяннику Александра Францевича Санти;
- Марии Александровне Софиано (урождённой Санти) — дочери Александра Львовича Санти — внучке Льва Францевича Санти;

а также их родственникам:
- Николаю Осиповичу Эберн;
- Анне Ивановне Рудневой — дочери вице адмирала;
- Геннадию Николаевичу Львову — председателю училищного совета в Коломенском уезде, мужу Софьи Алексеевны Санти[1].

В 1900 году усадьбу приобрёл известный музыкант Сергей Александрович Кусевицкий, в честь которого она и была названа. Имение посещали представители русского музыкального ансамбля того периода времени. Согласно местным источникам, усадьбу неоднократно посещали такие известные люди, как Фёдор Иванович Шаляпин и Сергей Васильевич Рахманинов, которые приезжали в гости к Кусевицкому. В памяти жителей села осталось то, как в имении С. В. Рахманинов играл на пианино на веранде дома, а Ф. И. Шаляпин «выходил по аллее к самой крутизне берега и, облокотившись на перила спускающейся к реке лестницы, долго любовался чудесным видом Оки и её долины». Насмотревшись на пейзаж, Шаляпин запевал громким басом.
После Октябрьской революции усадьба была экспроприирована, а С. А. Кусевицкий в 1920 году эмигрировал сначала во Францию, а потом в США. Из усадьбы был вывезен контрабас Кусевицкого. В книге «Русская усадьба на пороге XXI века» об имении отзывались следующим образом: «В доме красноармейцы. Внутри дома всё испорчено, изломано и вывезено. От библиотеки осталась одна рвань».
В советское время в имении работал детский пионерский лагерь «Орлёнок». В настоящее время в здании находится дирекция лагеря «Орлёнок».

## Описание

### Усадьба Кусевицкого
В усадьбе разводили экзотических птиц, выращивали элитной породы коров и свиней.
Деревянный жилой дом с антресолями сохранился до настоящего времени. По всей видимости, он был построен в 1840-х годах. Одноэтажное здание обшито тёсом и обработано «под камень». Двусветный главный зал обращён к пейзажному липовому парку, который также сохранился. Архитектурный стиль здания — поздний классицизм с псевдоготическими элементами, отражающие формы соседней усадьбы Санти. Некоторые детали, в том числе квадратные столбы клуатров вместо колонн, отходят от классических норм.
Дом пострадал от ремонта: терраса внутри портика исчезла, обнажив двойные окна и боковую пристройку. На здании висит мемориальная табличка со следующим текстом:
Памятник архитектуры Усадьба Кусевицкого XIX - XX в. стоит под государственной охраной.
В этом доме в 1900-1919 гг. жил Кусевицкий Сергей Александрович (1874-1951), русский дирижёр, контрабасист и музыкальный деятель.
Здесь часто гостил его друг Сергей Васильевич Рахманинов (1873-1943), выдающийся композитор, дирижёр.
От усадьбы также остались часть парка и одна из башен, когда-то находившаяся на углу ограды. Эта ограда окружала конный и скотный дворы, которые составляли единый комплекс, построенный в псевдоготическом стиле. В него входили одноэтажные строения и ограды. По углам оград стояли башни, купола которых были увенчаны шпилями.

### Усадьба Манухиной
Усадьба практически полностью разрушена, осталась только угловая башня ограды.

### Дом (усадьба Кусевицкого)

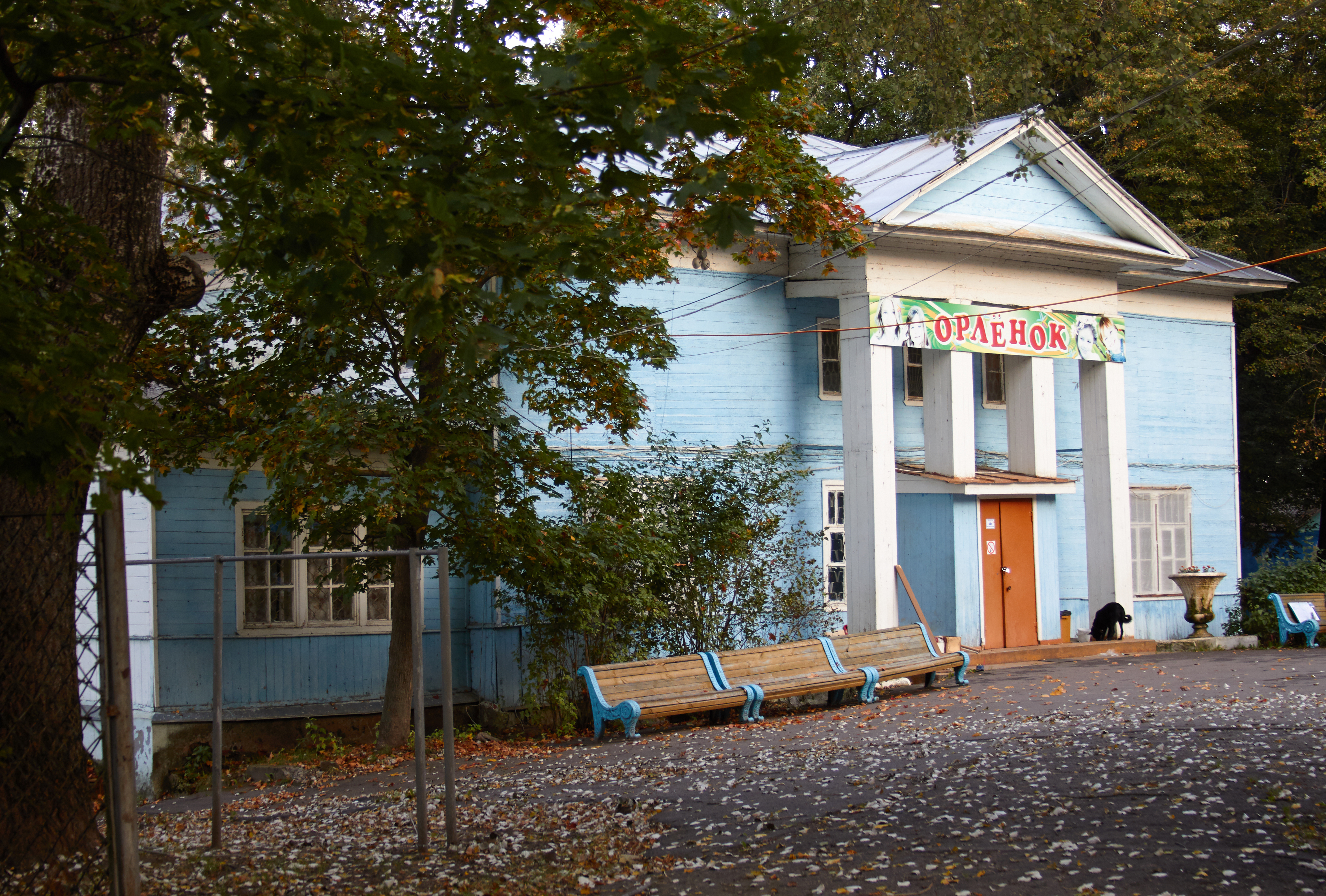
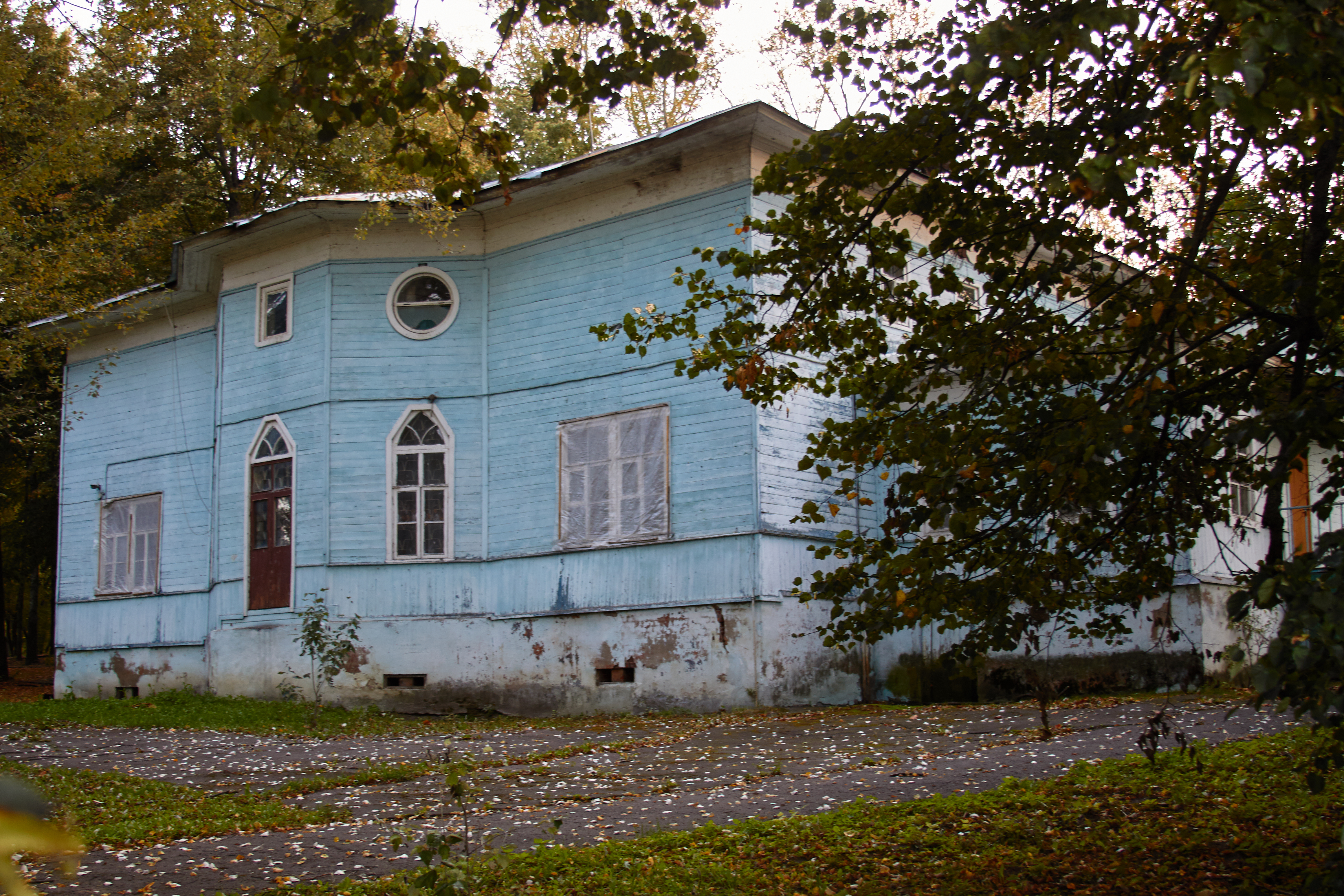
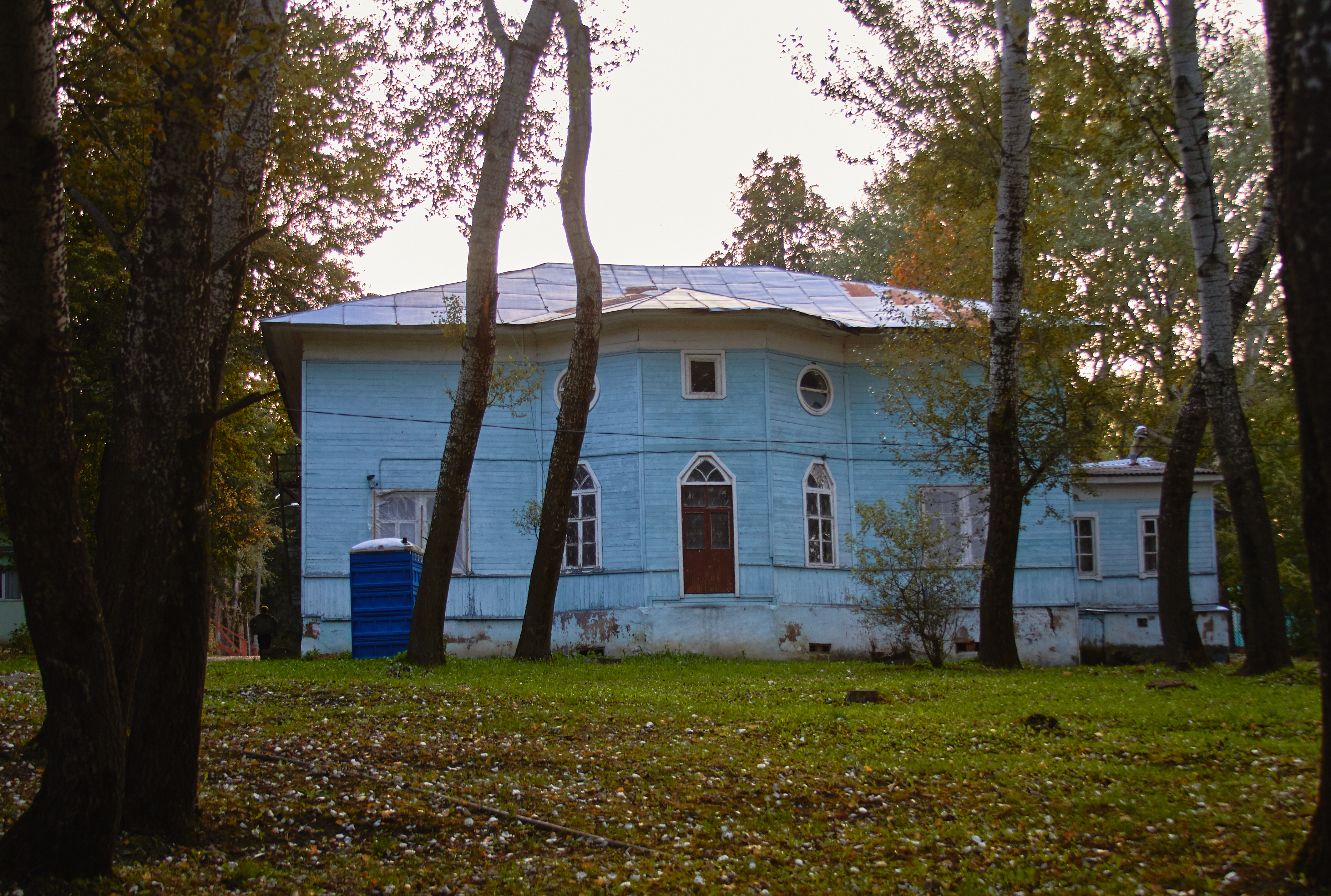
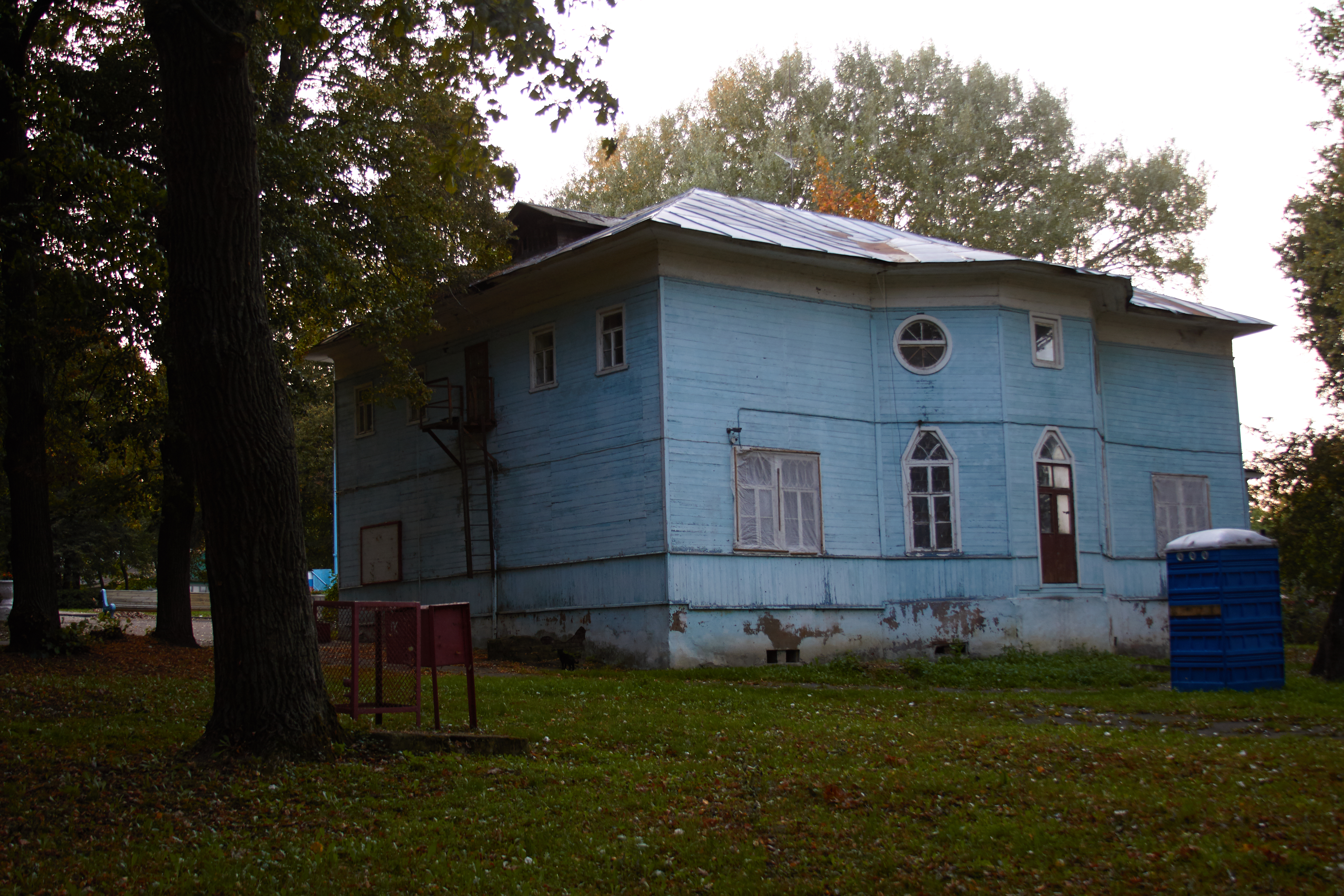
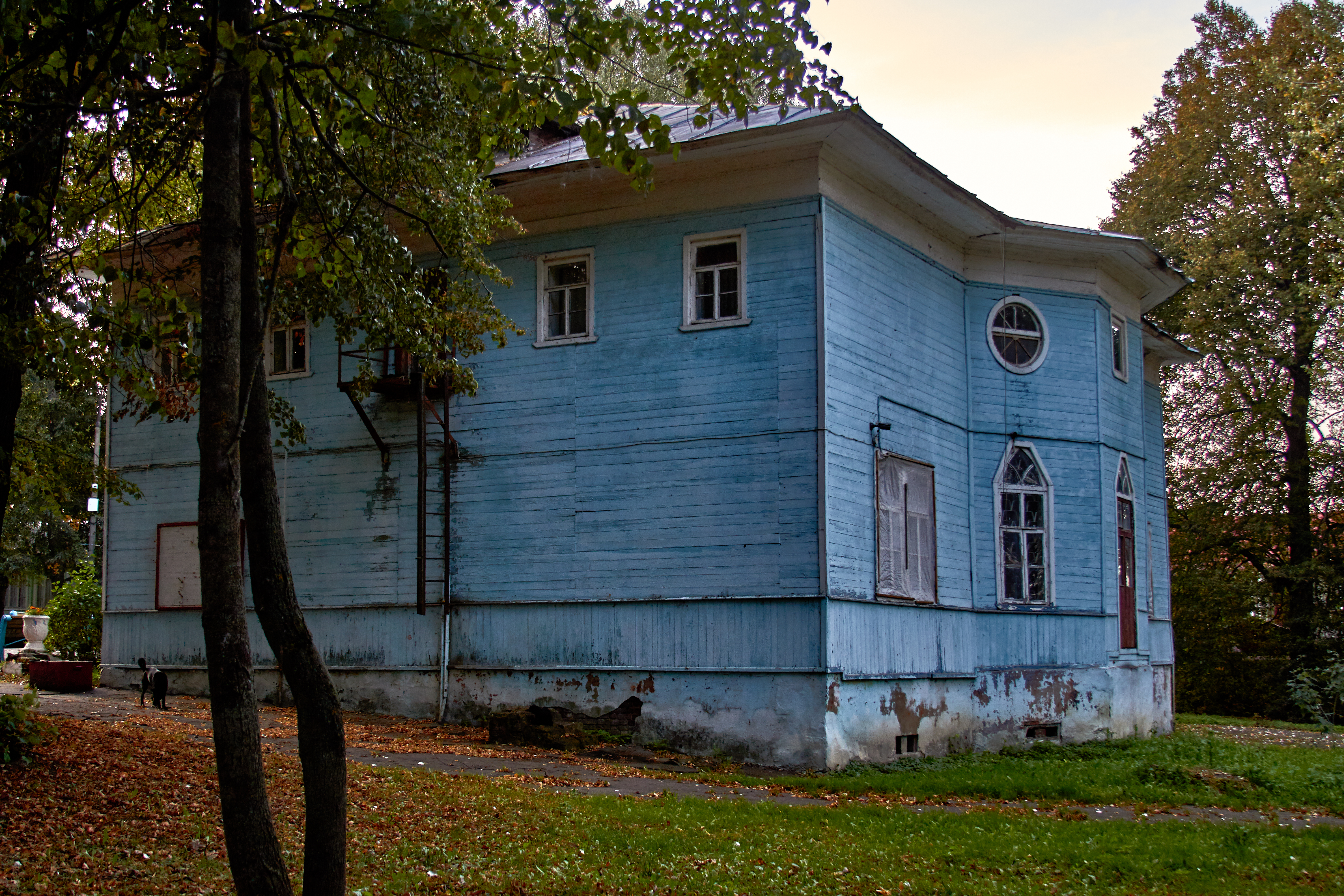

### Башня конного двора (усадьба Манухиной)

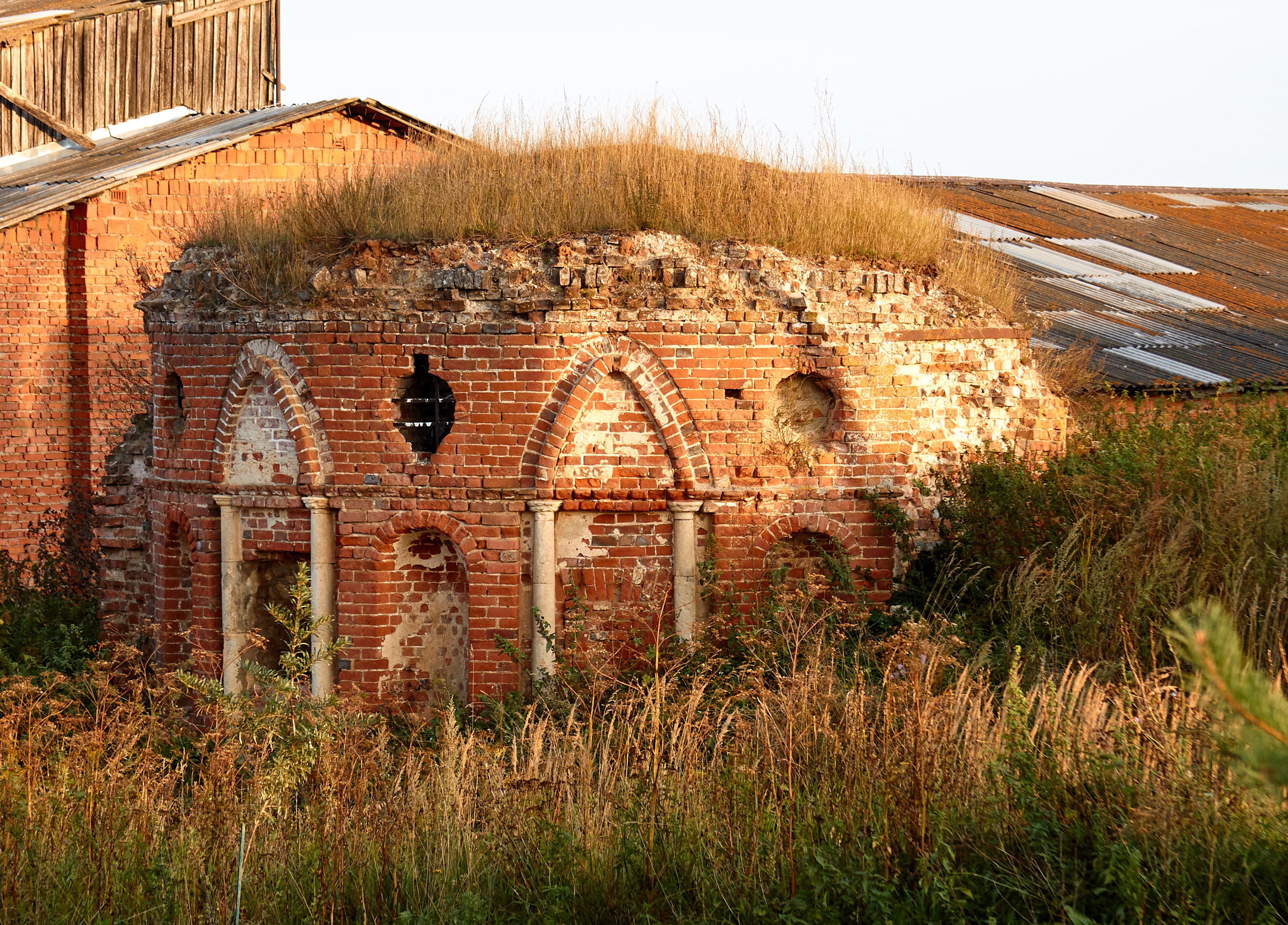
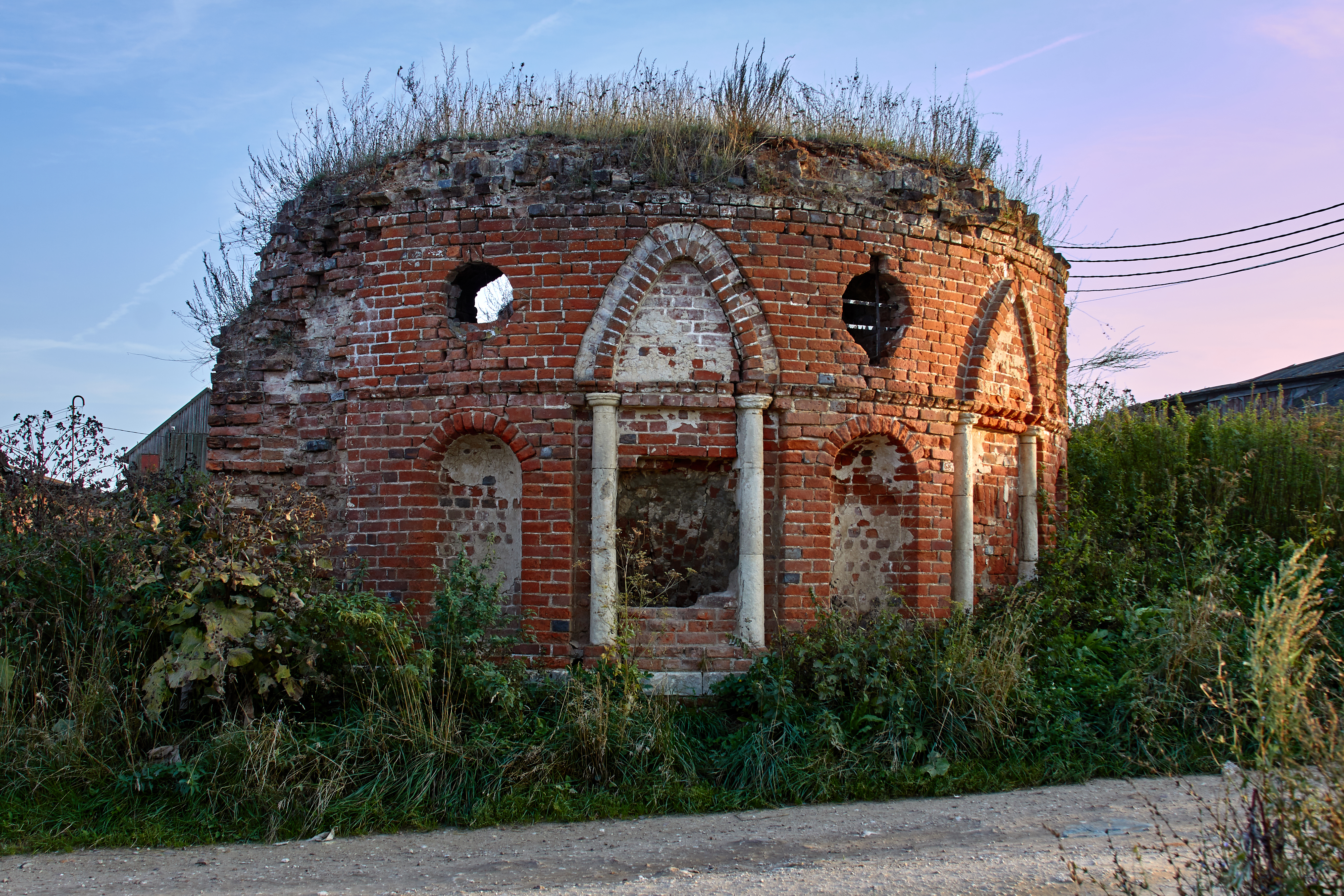
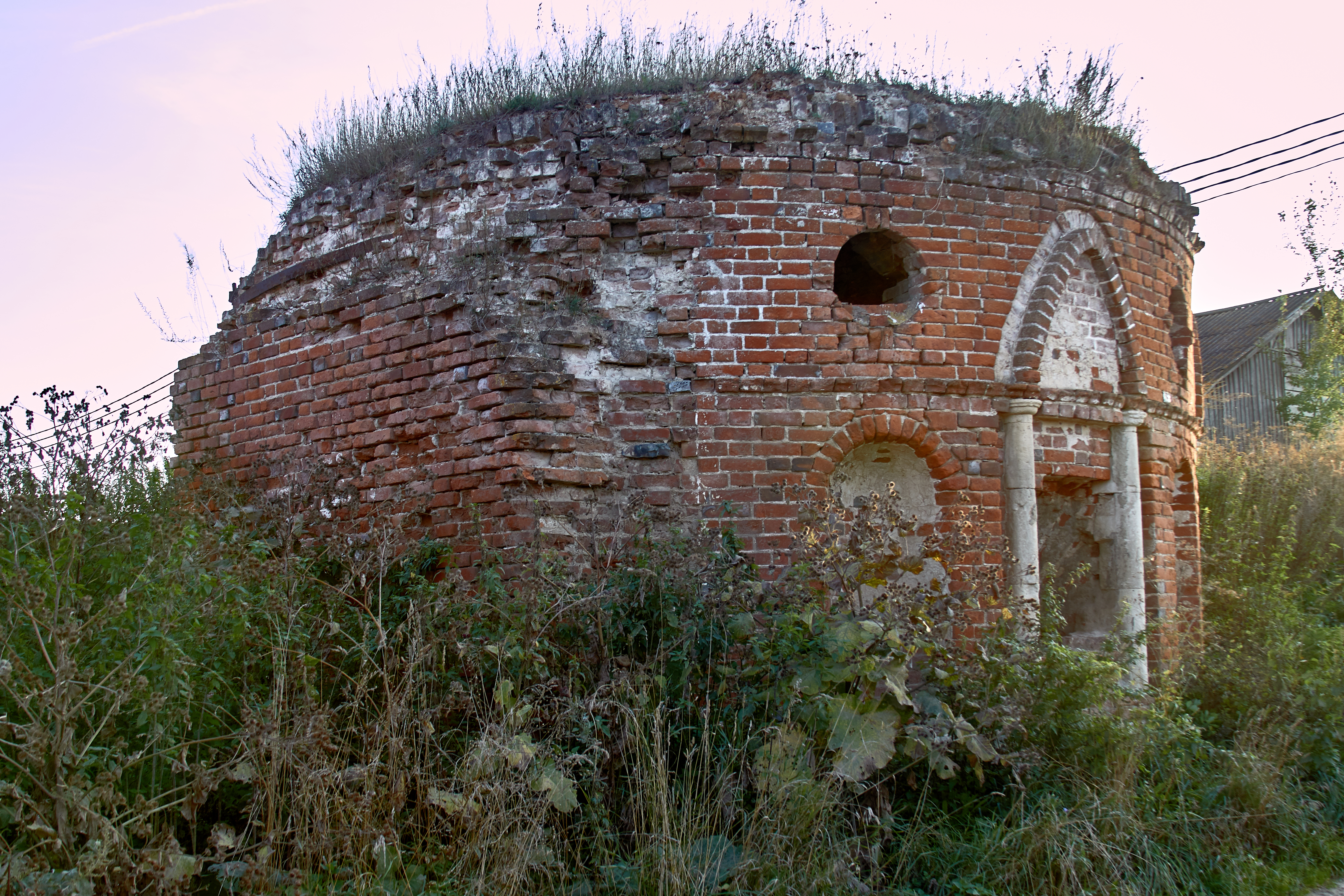
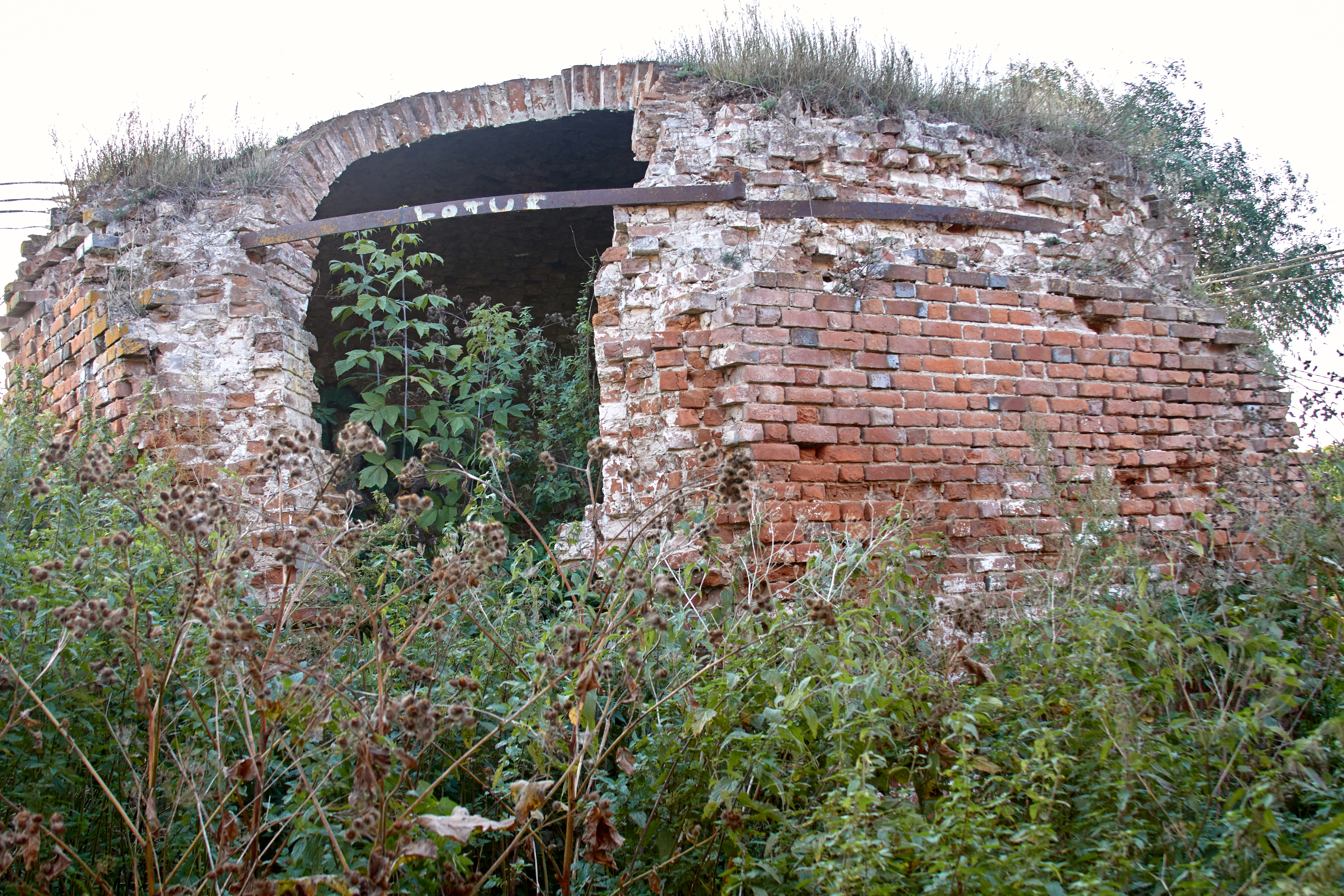
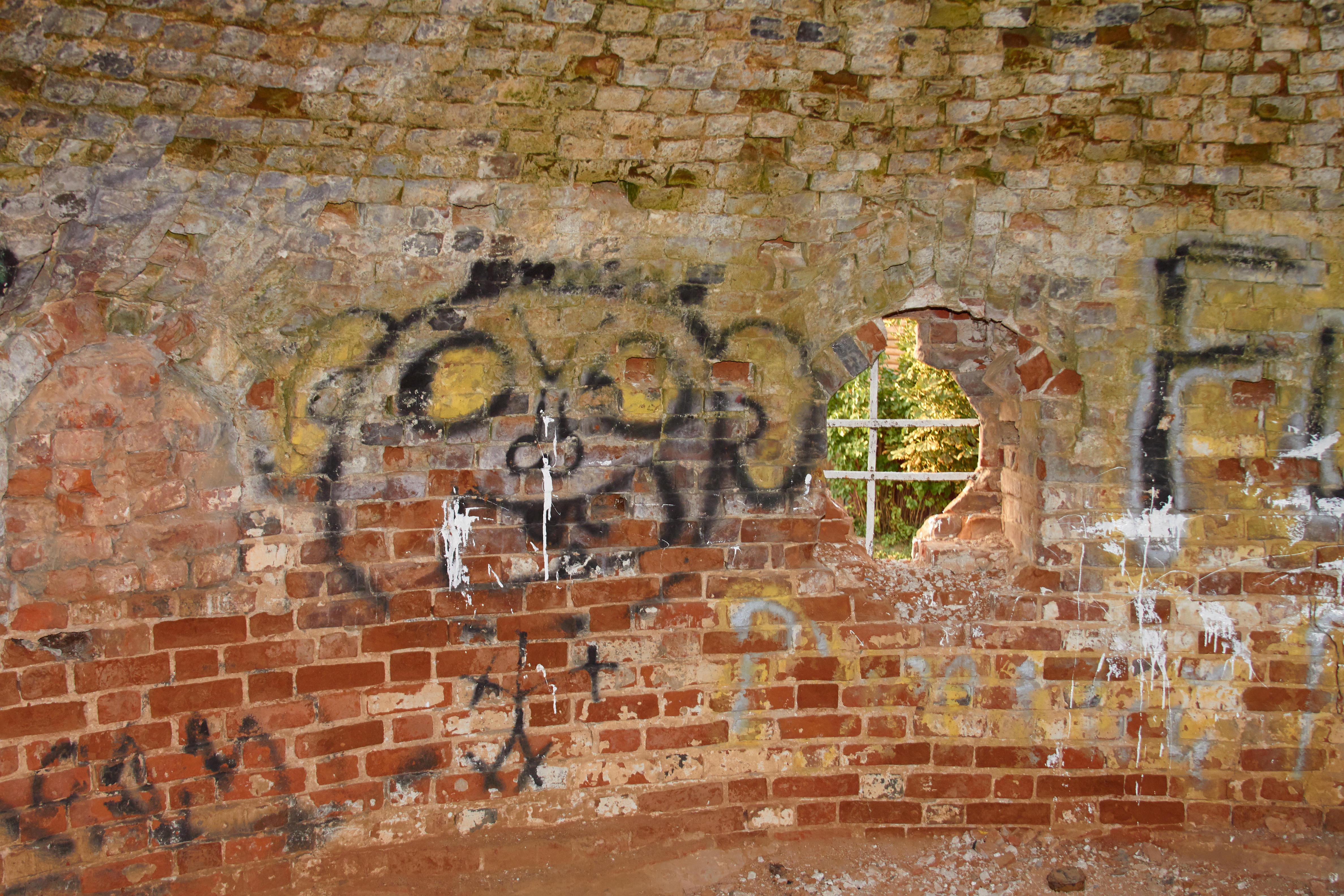